# Hermán Gaviria
Pour les articles homonymes, voir Gaviria.
Hermán Gaviria, né le 27 novembre 1969 à Carepa (Colombie), mort le 24 octobre 2002 à Cali (Colombie),  est un footballeur colombien, qui évoluait au poste de milieu de terrain à l'Atlético Nacional, au Deportivo Cali, au Shonan Bellmare et à l'Atlético Bucaramanga ainsi qu'en équipe de Colombie.
Gaviria marque trois buts lors de ses vingt-huit sélections avec l'équipe de Colombie entre 1993 et 1999. Il participe à la coupe du monde de football en 1994 et à la Copa América en 1993, 1995 et 1997 avec la Colombie.

## Biographie
En tant que milieu de terrain, Hermán Gaviria fut international colombien à 28 reprises pour 3 buts.
Il participa aux Jeux olympiques de 1992, à Barcelone. Il fut titulaire contre l’Espagne, contre le Qatar, et contre l’Égypte, où il inscrivit deux buts (8e et 83e minute). La Colombie fut éliminée dès le premier tour.
Il participa à la Copa América 1993 où la Colombie termina troisième.
Il fit la Coupe du monde de football de 1994, aux États-Unis. Il ne joua pas contre la Roumanie, fut titulaire contre les États-Unis et contre la Suisse, fut buteur à la 44e minute et prit un carton jaune. La Colombie est éliminée dès le premier tour.
Il participa à la Copa América 1995 où la Colombie termina troisième.
Il participa à la Copa América 1997. Il inscrivit un but en quarts de finale, contre la Bolivie à la 57e minute, insuffisant pour gagner le match.
Il joua dans des clubs colombiens (Corporación Deportiva Club Atlético Nacional, Asociación Deportivo Cali et Club Atlético Bucaramanga Corporación Deportiva) et eut une expérience nippone (Shonan Bellmare). Il remporta cinq championnats de Colombie, une Copa Merconorte en 2000, une Copa Interamericana en 1997 et fut finaliste de la Copa Libertadores en 1995.
Il est décédé le 24 octobre 2002 après avoir été frappé par la foudre avec son coéquipier Giovanni Córdoba au cours d’un entraînement avec le Deportivo Cali (Córdoba est mort trois jours plus tard). Gaviria a été tué sur le coup, mais n'a été déclaré mort qu’après son arrivée à l'hôpital Valle de Lilli.

## Palmarès

### En équipe nationale
- 28 sélections et 3 buts avec l'équipe de Colombie entre 1993 et 1999.
- Troisième de la Copa América 1993 et de la Copa América 1995.
- Quart-de-finaliste de la Copa América 1997.
- Participe au premier tour de la coupe du monde 1994.

### Avec l'Atlético Nacional
- Vainqueur de la Copa Merconorte en 2000.
- Vainqueur de la Copa Interamericana en 1997.
- Vainqueur du Championnat de Colombie de football en 1991 et 1994, 1999.
- Finaliste de la Copa Libertadores en 1995.

### Avec le Deportivo Cali
- Vainqueur du Championnat de Colombie de football en 1998.